# Biecz (gromada)
Biecz – dawna gromada, czyli najmniejsza jednostka podziału terytorialnego Polskiej Rzeczypospolitej Ludowej w latach 1954–1972.
Gromady, z gromadzkimi radami narodowymi (GRN) jako organami władzy najniższego stopnia na wsi, funkcjonowały od reformy reorganizującej administrację wiejską przeprowadzonej jesienią 1954 do momentu ich zniesienia z dniem 1 stycznia 1973, tym samym wypierając organizację gminną w latach 1954–1972.
Gromadę Biecz z siedzibą GRN w Bieczu utworzono – jako jedną z 8759 gromad na obszarze Polski – w powiecie gubińskim w woj. zielonogórskim na mocy uchwały nr V/16/54 WRN w Zielonej Górze z dnia 5 października 1954. W skład jednostki weszły obszary dotychczasowych gromad Biecz, Grodziszcze, Jasienica, Jałowice i Lasek ze zniesionej gminy Biecz w tymże powiecie oraz obszar dotychczasowej gromady Koło ze zniesionej gminy Brody w powiecie żarskim w tymże województwie.
13 listopada 1954 (z mocą wstecz od 1 października 1954) gromada weszła w skład nowo utworzonego powiatu lubskiego w tymże województwie, gdzie ustalono dla niej 11 członków gromadzkiej rady narodowej.
Gromada przetrwała do końca 1972 roku, czyli do kolejnej reformy gminnej.